# العلاقات الألمانية التوفالية
العلاقات الألمانية التوفالية هي العلاقات الثنائية التي تجمع بين ألمانيا وتوفالو.

## مقارنة بين البلدين
هذه مقارنة عامة ومرجعية للدولتين:
| وجه المقارنة                                              | ألمانيا                                                                              | توفالو                         |
| --------------------------------------------------------- | ------------------------------------------------------------------------------------ | ------------------------------ |
| المساحة (كم2)                                             | 357.41 ألف                                                                           | 26                             |
| عدد السكان (نسمة)                                         | 81.29 مليون                                                                          | 11.19 ألف                      |
| الكثافة السكانية (ن./كم²)                                 | 227.44                                                                               | 43.04 ألف                      |
| العاصمة                                                   | بون، برلين                                                                           | فونافوتي                       |
| اللغة الرسمية                                             | اللغة الألمانية                                                                      | اللغة التوفالوية، لغة إنجليزية |
| العملة                                                    | يورو، مارك ألماني                                                                    | دولار توفالو                   |
| الناتج المحلي الإجمالي (بليون دولار)                      | 3.68 تريليون                                                                         | 39.73 مليون                    |
| الناتج المحلي الإجمالي (تعادل القوة الشرائية) بليون دولار | 3.92 تريليون                                                                         | 38.93 مليون                    |
| الناتج المحلي الإجمالي الاسمي للفرد دولار أمريكي          | 41.31 ألف                                                                            | 3.29 ألف                       |
| الناتج المحلي الإجمالي للفرد دولار أمريكي                 | 46.40 ألف                                                                            | 3.77 ألف                       |
| مؤشر التنمية البشرية                                      | 0.926                                                                                |                                |
| رمز المكالمات الدولي                                      | +49                                                                                  | +688                           |
| رمز الإنترنت                                              | .de                                                                                  | .tv                            |
| المنطقة الزمنية                                           | توقيت وسط أوروبا، ت ع م+01:00، ت ع م+02:00، توقيت أوروبا الوسطى المعياري (ت غ م +1) ‏ | ت ع م+12:00                    |

## منظمات دولية مشتركة
يشترك البلدان في عضوية مجموعة من المنظمات الدولية، منها:
| علم المنظمة | اسم المنظمة                   | تاريخ انضمام ألمانيا | تاريخ انضمام توفالو |
| ----------- | ----------------------------- | -------------------- | ------------------- |
|             | منظمة حظر الأسلحة الكيميائية  | 29 أبريل 1997        | ?                   |
|             | يونسكو                        | 11 يوليو 1951        | 21 أكتوبر 1991      |
|             | الاتحاد الدولي للاتصالات      | 1866                 | 15 أغسطس 1996       |
|             | الأمم المتحدة                 | 18 سبتمبر 1973       | 5 سبتمبر 2000       |
|             | البنك الدولي للإنشاء والتعمير | 14 أغسطس 1952        | 24 يونيو 2010       |
|             | الاتحاد البريدي العالمي       | 1 يوليو 1875         | ?                   |
|             | مؤسسة التنمية الدولية         | 24 سبتمبر 1960       | 24 يونيو 2010       |
|             | بنك التنمية الآسيوي           | 1966                 | 1993                |

## وصلات خارجية
- موقع وزارة الخارجية الألمانية